# Lika (rzeka)
Lika – rzeka w Chorwacji, przepływająca przez Likę. Jej długość wynosi 78,1 km.
Jej źródła znajdują się u podnóża Welebitu, w południowej części Ličkiego polja. Powierzchnia dorzecza Liki wynosi 1570 km². Jej głównymi dopływami są: Novčica i Otešica (lewe) oraz Glamočica i Jadova (prawe). Lika przepływa przez sztuczny zbiornik Kruščica, stworzony na potrzeby elektrowni wodnej Senj. Ze wsi Lipovo Polje jej wody, które pierwotnie wpływały do ponoru, kierowane są dziesięciokilometrowym tunelem do rzeki Gacka.